# الفرع الركابي للشريان الأذني الخلفي
الفرع الركابي للشريان الأذني الخلفي (بالإنجليزية: Stapedial branch of posterior auricular artery)‏‏ هو شريان يتفرعُ من شريان أذني خلفي.